# Логинова, Антонина Сидоровна
Антонина Сидоровна Логинова (24 января 1938 — 19 июня 2014) — передовик советского сельского хозяйства, механизатор совхоза «Всеволожский» Всеволожского района Ленинградской области, полный кавалер ордена Трудовой Славы (1986).

## Биография
Родилась в 1938 году в деревне Протасово Покровского района Орловской области в семье крестьянина. Отец погиб в 1943 году на фронте, а мать осталась на руках с семерыми детьми. Находились в оккупации. Только в девять лет Антонина пошла учиться в школу.
В 1954 году она переехала на постоянное место жительство в Калининскую область. Начала свою трудовую деятельность учётчицей на торфопредприятии «М-Зыбинское». В 1956 году стала работать киномехаником в сельском клубе села Белиницы Сонковского района.
В 1964 году трудоустроилась на работу в совхоз «Всеволожский» Ленинградской области. Работала в овощеводческой бригаде. Её упорство и самоотверженный труд позволили достичь высоких производственных показателей. За 1966—1970 годы она выполнила план по валовому сбору овощей на 112 %.
В 1972 году завершила обучение на курсах трактористов и стала работать на МТЗ механизатором. О ней заговорили как об одном из лучших специалистов своего дела. В 1979 году ей был вручён приз Паши Ангелиной как лучшей женщине-механизатору.
Указом Президиума Верховного Совета СССР от 14 февраля 1975 года была награждена орденом Трудовой Славы III степени.
Указом Президиума Верховного Совета СССР от 29 мая 1981 года была награждена орденом Трудовой Славы II степени.
Указом Президиума Верховного Совета СССР от 29 августа 1986 года за успехи, достигнутые при выполнении плана и социалистических обязательств по увеличению продукции растениеводства была награждена орденом Трудовой Славы I степени. Стала полным кавалером Ордена Трудовой Славы.
Несколько созывов подряд избиралась депутатом Всеволожского городского совета.
Проживала в деревне Разметелево Ленинградской области. Умерла 19 июня 2014 года. Похоронена на сельском кладбище.

## Награды и звания
- Орден Трудовой Славы I степени (29.08.1986);
- Орден Трудовой Славы II степени (29.05.1981);
- Орден Трудовой Славы III степени (14.02.1975);
- медалями;